# Słonorośla Afryki Wschodniej
Słonorośla Afryki Wschodniej (AT0901) – ekoregion wydzielony przez WWF w ramach biomu zalewowe formacje trawiaste i sawanny. Obejmuje dwa słone jeziora, Natron i Bahi, położone w Tanzanii wzdłuż Wielkiego Rowu Afrykańskiego. Woda obu jezior jest gorąca i zasolona, przez co miejsca te nie stanowią przyjaznego środowiska dla większości roślin i zwierząt. Jeziora są domem dla ogromnych stad flamingów, które rozmnażają się na  otaczających je, błotnistych, równinnych solniskach oraz żerują na zasiedlających wody jezior sinicach (flamingi małe) i larwach widłonogów (flamingi różowe).
Słonorośla Afryki Wschodniej to również ekoregion wyróżniony przez organizację One Earth w ramach bioregionu sawanny podrównikowe i lasy mieszane Afryki (ang. Greater African Subequatorial Savannas & Mixed Woodlands). W tym ujęciu ekoregion obejmuje słone jeziora Natron, Eyasi, Manyara w Tanzanii i jezioro Magadi w Kenii, o powierzchni 3800 km².
W 2001 roku jezioro Natron zostało uznane za obszar wodno-błotny mający znaczenie międzynarodowe i objęte Konwencją ramsarską.

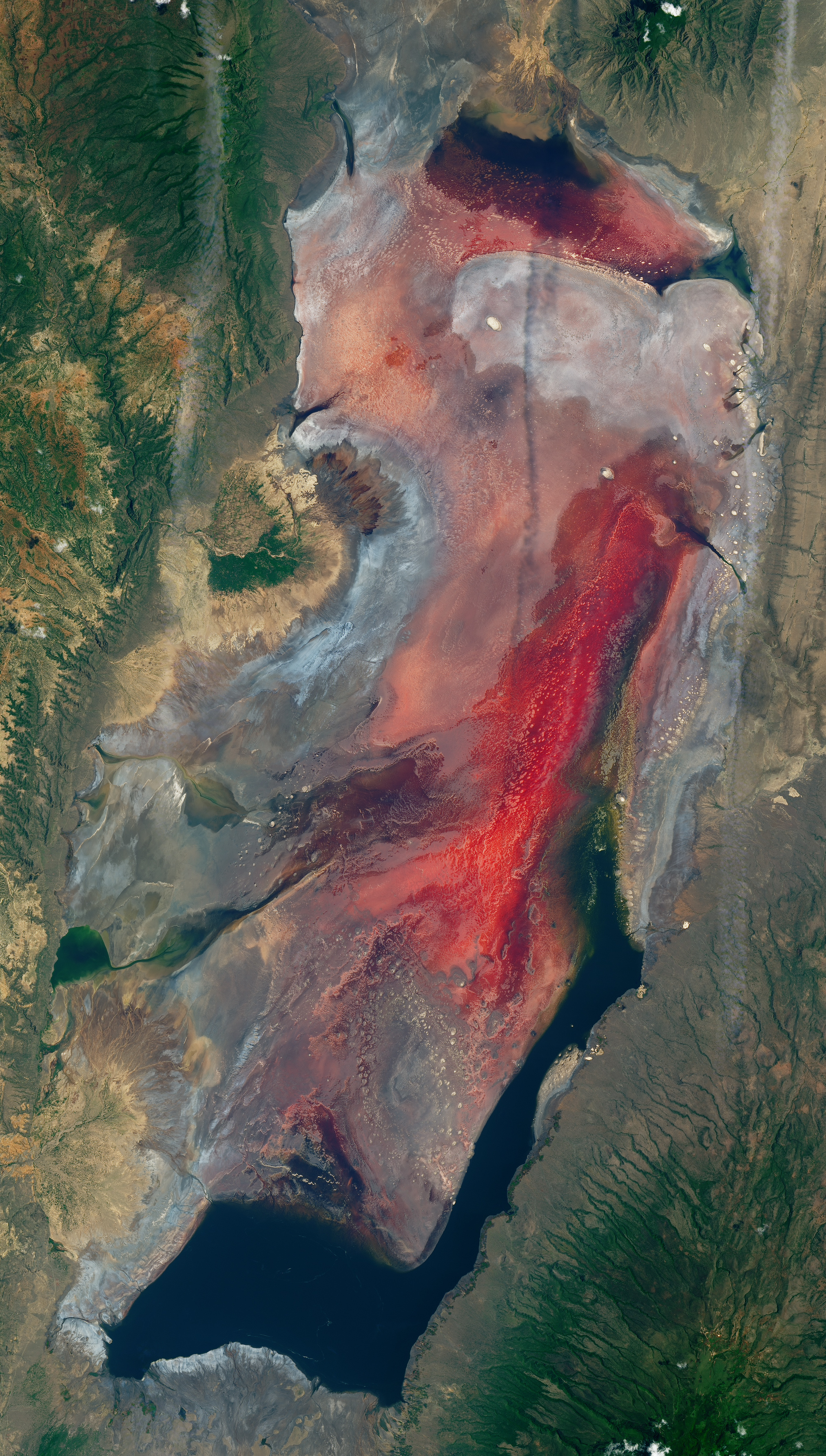
Widok satelitarny na jezioro Natron

## Położenie
Ekoregion Słonorośla Afryki Wschodniej obejmuje dwa jeziora sodowe, Natron i Bahi, położone w Wielkim Rowie Wschodnim w Tanzanii. Jezioro Natron położone jest w regionie Arusza w północnej Tanzanii, na granicy z Kenią. Jezioro Bahi znajduje się w regionie Singida w środkowej Tanzanii, w pobliżu miasta Dodoma.

## Charakterystyka
Oba jeziora położone są w półpustynnym regionie Tanzanii, na terenie o niegdyś powszechnej aktywności wulkanicznej. Wietrzenie wzgórz wulkanicznych i gór wzdłuż Wielkiego Rowu Afrykańskiego powodowało odkładanie się popiołu wulkanicznego w zagłębieniach, co skutkowało powstaniem gleb bogatych w sód. Jezioro Natron położone jest na północ od aktywnego stratowulkanu Ol Doinyo Lengai, który również emituje lawę i materiał piroklastyczny bogate w sód i potas. Te silnie sodowe gleby tworzą słabo przepuszczalną misę jeziorną obu jezior. Jezioro Natron jest zasilane głównie przez rzekę Ewaso Ng’iro, a także przez gorące, nasycone minerałami źródła, bulgocące na obrzeżach, stanowiąc źródło rozpuszczalnych soli. Jezioro Bahi jest zasilane przez rzekę Bubu. Temperatura wody w jeziorach często przekracza 40 °C i dochodzi do 41 °C w pobliżu źródeł mineralnych. Gorące i suche warunki narażają jeziora na wysokie tempo parowania, powodując utratę wody, która przekracza dopływ słodkiej wody. Wysokie tempo parowania i stały dopływ soli z podłoża powodują, że woda jest bardzo zasolona i alkaliczna (pH od 9 do 10). Woda w jeziorze Natron jest tak bogata w rozpuszczony węglan sodu, że często jest lepka w dotyku. Warunki te nie są stałe, ponieważ ulewne, lekko kwaśne deszcze chwilowo zalewają jeziora zimną wodą i obniżają pH wody. Długotrwałe wysychanie spowodowało, że te dawniej (ok. 5 do 6 tysięcy lat temu) duże jeziora słodkowodne skurczyły się do obecnych rozmiarów. W długim terminie, o ile zaopatrzenie w wodę nie przekroczy parowania, będą się kurczyć, aż staną się nieckami i ostatecznie słonymi formacjami trawiastymi. Na południowych brzegach jeziora Natron są jedne z najlepiej zachowanych, skamieniałych śladów hominidów na świecie.

## Flora

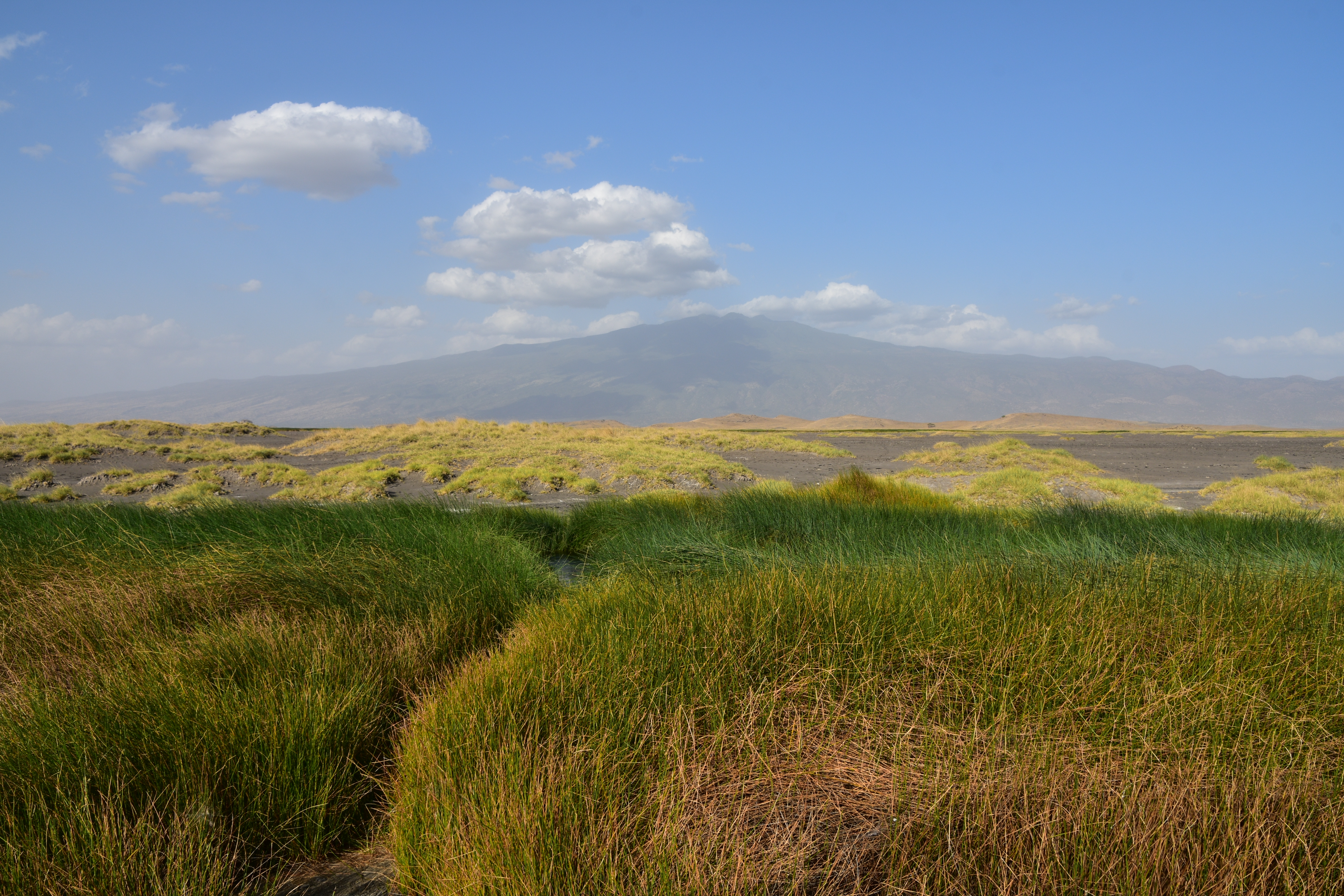
Roślinność halofitowa na równinach wokół jeziora Natron

Jeziora są pozbawione roślinności makrofitowej, ale są bardzo bogate w sinice, takie jak Spirulina, zabarwiające wodę jezior na kolor czerwony do pomarańczowego. Słone błota bezpośrednio otaczające wody jezior są uważane za solniska i również pozbawione są roślinności makrofitowej. Zasiedlane są przez sinice, a także kilka gatunków roślin halofitycznych. Dominującymi gatunkami słonorośli są Cyperus laevigatus, gatunki z rodzaju Dactyloctenium, sit morski, Salvadora persica, Sporobolus spicatus, Sporobolus robustus, Suaeda monoica i Triplocephalum holstii. Nieco mniej zasadowe równiny otaczające jeziora są zdominowane przez trawy, krzewy  z gatunku Sesbania sesban i rozproszone drzewa z gatunku Acacia xantophloea. Słonorośla otaczające jezioro Natron przechodzą w wulkaniczne stepy Serengeti na południu i w południowe zarośla akacjowo-balsamowcowe w pozostałych kierunkach. Solniska jeziora Bahi otoczone są w całości przez południowe zarośla akacjowo-balsamowcowe.

## Fauna

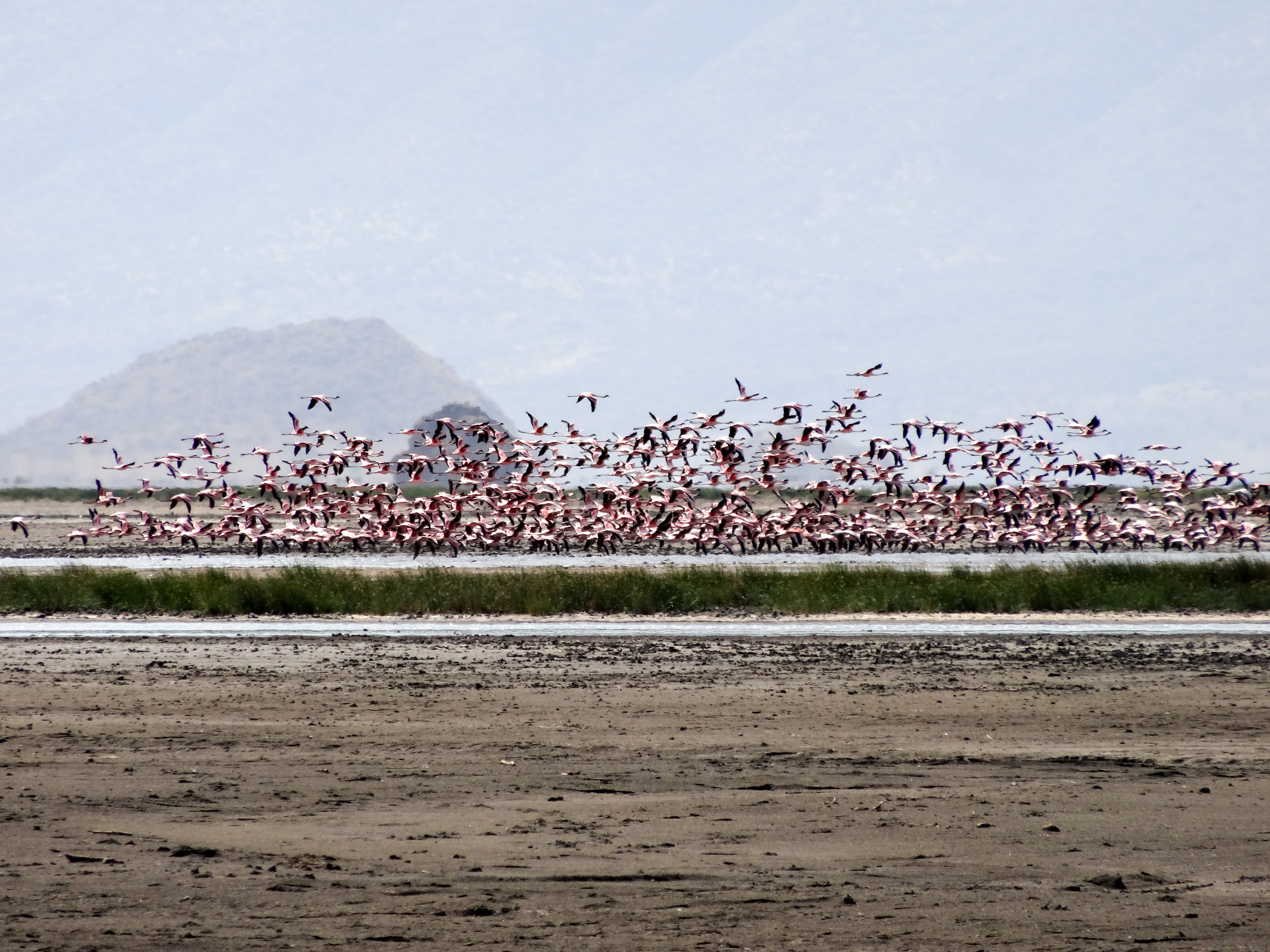
Flamingi małe nad jeziorem Natron

Wody obu jezior zasiedlone są przez ryby z rodzaju Alcolapia. Ryby te żyją w pobliżu gorących źródeł przybrzeżnych, gdzie temperatura wody wynosi od 36 do 40 °C. Gatunek Alcolapia alcalica jest endemiczny dla słonych jezior Wielkiego Rowu Afrykańskiego i jest przystosowany do wysokich temperatur, poziomu zasolenia wody, a także zmian warunków spowodowanych deszczami. W jeziorze Natron występują też endemicznie gatunki A. latilabris i A. ndalalani.
Otaczające jeziora solniska cechują ekstremalne temperatury, a także silne wiatry. Większość ssaków nie może poruszać się po błotnistym podłożu. Na obszarze tym występuje jednak duża populacja ptaków wodno-błotnych, w szczególności flamingów. Jezioro Natron jest jedynym regularnym miejscem lęgowym flamingów małych w Afryce, których gromadzi się tam rocznie do 2,5 miliona, co stanowi 75% światowej populacji tego gatunku, oraz drugim po słonoroślach solniska Makgadikgadi głównym miejscem lęgowym flaminga różowego. Solniska otaczające jeziora zasiedla gekon Hemidactylus squamulatus. W jeziorach ani na błotnistych solniskach otaczających jeziora nie ma drapieżników, ponieważ nie mogą poruszać się one po występującym tam gęstym błocie. Na mniej zasolonych równinach wokół jezior żyją duże ssaki afrykańskie, takie jak słoń afrykański, bawół afrykański, lew afrykański, oryks, eland zwyczajny i karakal.

## Zagrożenie i ochrona
Zarówno jezioro Natron, jak i jezioro Bahi znajdują się poza obszarami aktywnej ochrony przyrody. Głównym zagrożeniem dla tego ekoregionu jest projekt budowy elektrowni wodnej na rzece Ewaso Ng’iro, która zasila jezioro Natron. Budowa elektrowni mogłaby zmienić warunki hydrologiczne i ekologiczne jeziora, zagrażając lęgom flaminga mniejszego. Przy jeziorze Natron na małą skalę działa zakład ekstrakcji wodorowęglanu sodu, który bezpośrednio oddziałuje na niewielki obszar jeziora. Mimo dużej niedostępności zagrożeniem dla regionu może być też niekontrolowana turystyka.